# نقولا الرابع
البابا نيكولا الرابع (باللاتينية: Nicolaus IV) ـ (30 سبتمبر 1227 ـ 4 أبريل 1292) هو بابا الكنيسة الكاثوليكية من 22 فبراير 1288 وحتى وفاته.

## قبل البابوية
ولد نيكولا الرابع باسم غيرولامو ماسكي (بالإيطالية: Girolamo Masci) في ليسكيانو قرب مدينة أسكولي بيتشينو، وكان راهبًا فرنسيسكانيًا.
عمل ماسكي مبعوثًا للبابا غريغوري العاشر في اليونان سنة 1272، ثم خلف القديس بونافنتور في رئاسة رهبانيتة الفرنسيسكانية. رسمه البابا نيكولا الثالث كاردينالًا لكاتدرائية سانتا براسيدي وبطريركًا لاتينيًا للقسطنطينية سنة 1278، ثم رسمه البابا مارتين الرابع أسقفًا كاردينالًا لباليسترينا. خلف نيكولا الرابع البابا هونريوس الرابع على كرسي البابوية في فبراير 1288 بعد انتخابات بابوية استغرقت عشرة أشهر لحسم المنصب.

## حبريته
اتخذ نيكولا الرابع في الكنيسة طريقًا وسطًا بين الفرق الكنسية المختلفة، وسعى إلى حسم القضية الصقلية. وفي مايو 1289 قام بتتويج كارلو الثاني ملك نابولي وصقلية بعد أن اعترف الأخير بسيادة البابا، وفي فبراير 1291 عقد معاهدة مع الملك ألفونسو الثالث ملك أراغون وفيليب الرابع ملك فرنسا لطرد خايمي الثاني ملك أراغون من صقلية.
دفع سقوط عكا سنة 1291 البابا نيكولا الرابع إلى السعي لتجديد الحماس للحروب الصليبية، فأرسل الإرساليات التبشيرية إلى بلغاريا وإثيوبيا وبلاد المغول والتتر والصين، وكان من بين أعضاء هذه الإرساليات الراهب الفرنسيسكاني الشهير جيوفاني دي مونتيكورفينو.
أصدر نيكولا الرابع في 18 يوليو 1289 مرسومًا هامًا قضى بمنح الكرادلة نصف الريع الذي يدخل للبابوية، إلى جانب مشاركتهم في الإدارة المالية، وهو ما مهد الطريق لاحقًا لاستقلال مجمع الكرادلة، الذي قُدر له أن يكون وبالًا على البابوية في القرن اللاحق.

## وفاته
توفي نيكولا الرابع في 4 أبريل 1292، في القصر الذي كان قد بناه بجوار كنيسة سانتا ماريا ماجيوري في روما.